# Zdenekiana bisulcata
Zdenekiana bisulcata är en stekelart som beskrevs av Graham 1992. Zdenekiana bisulcata ingår i släktet Zdenekiana och familjen puppglanssteklar.
Artens utbredningsområde är Frankrike. Inga underarter finns listade i Catalogue of Life.